# Burgaupark
Der Burgaupark ist ein Einkaufszentrum in der kreisfreien Stadt Jena in Thüringen. Er befindet sich im Stadtteil Burgau zwischen der Siedlung Burgau und der Saaleaue. Er wurde 1995 eröffnet und ist mit einer Mietfläche von 23.806 m² und einer Gesamtfläche von 33.100 m² das nach Mietfläche zweitgrößte Einkaufszentrum der Stadt sowie das nach Gesamtfläche viertgrößte Einkaufszentrum Thüringens.
Für den städtischen öffentlichen Personennahverkehr ist die Straßenbahn- und Bushaltestelle Burgaupark als zentraler Umstiegshalt für den südlichen Teil Jenas (v. a. Neulobeda und Winzerla betreffend) von großer Bedeutung.

## Galerie

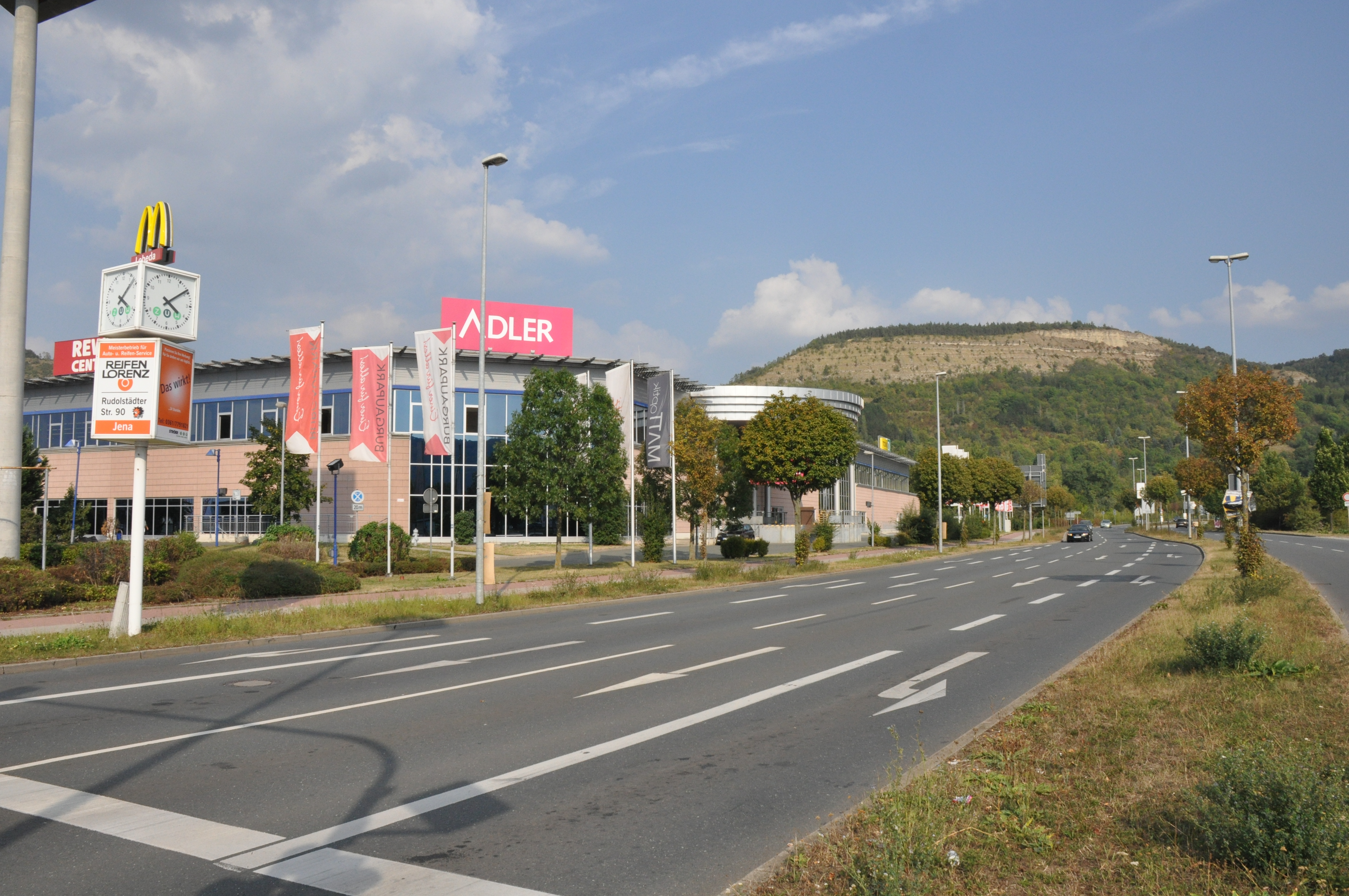
Burgaupark Südseite und Jenaer Landschaft, 2016
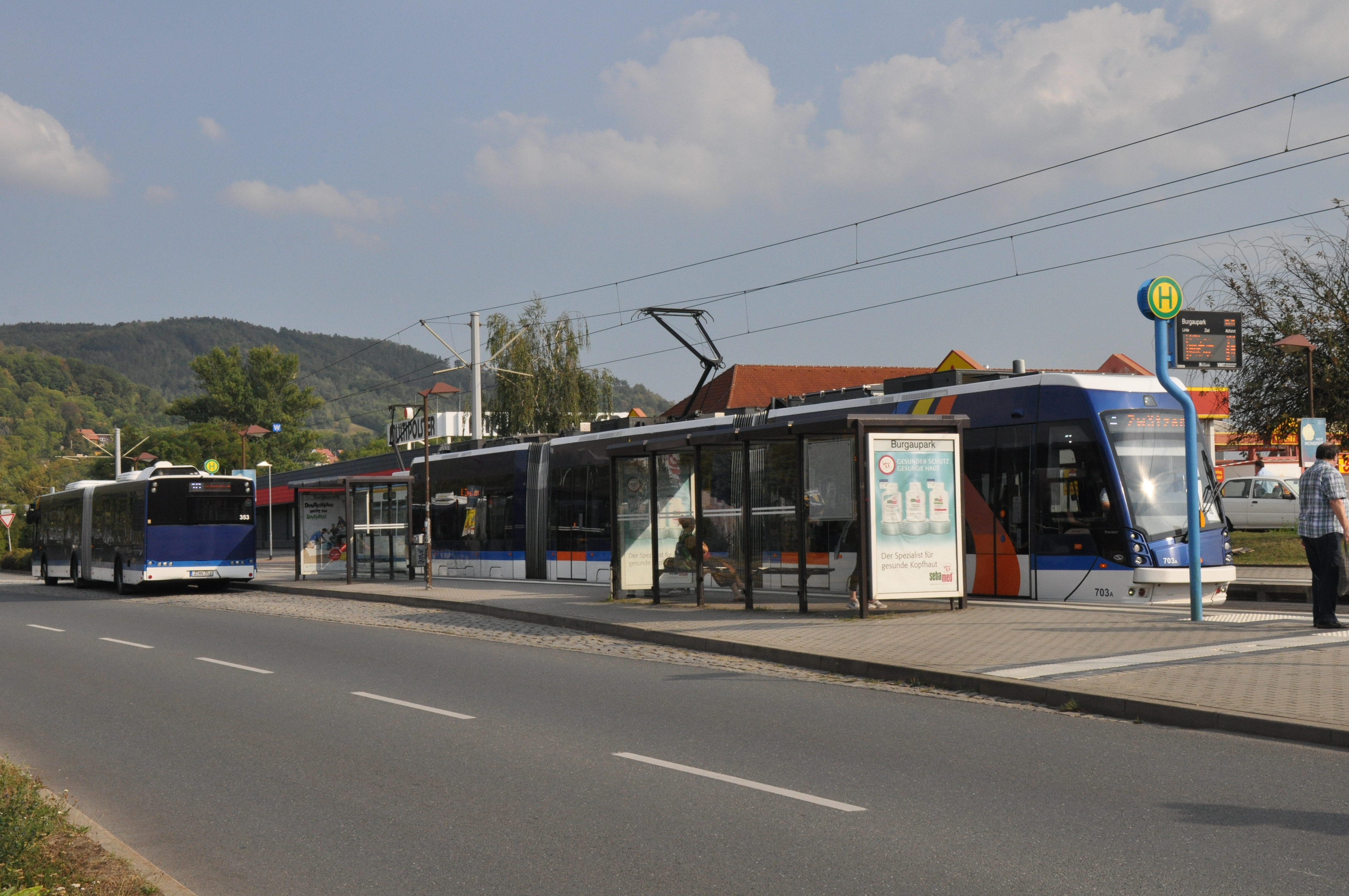
Bus- und Straßenbahnhaltestelle Burgaupark, 2016
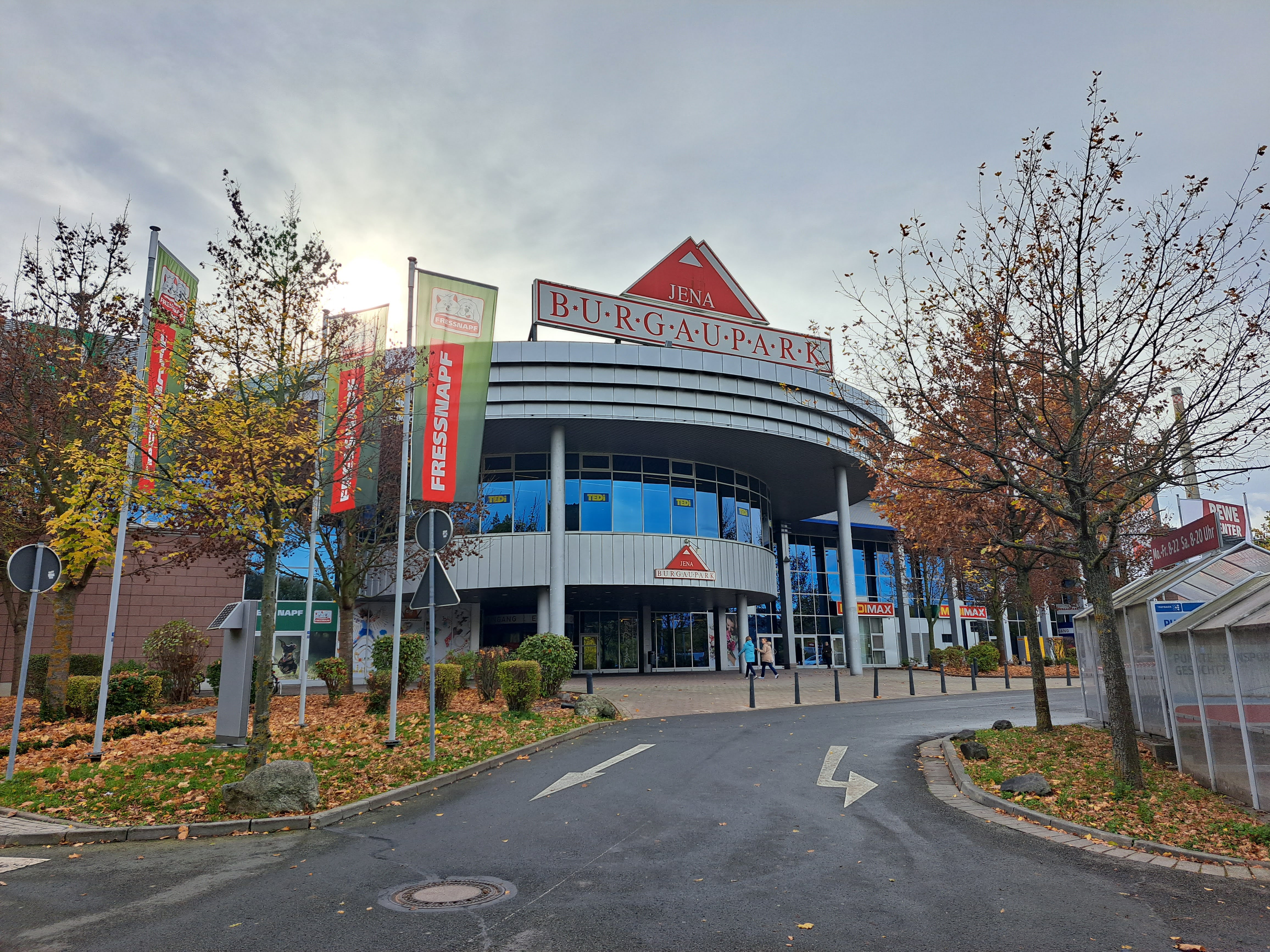
Eingang Nordseite, 2022
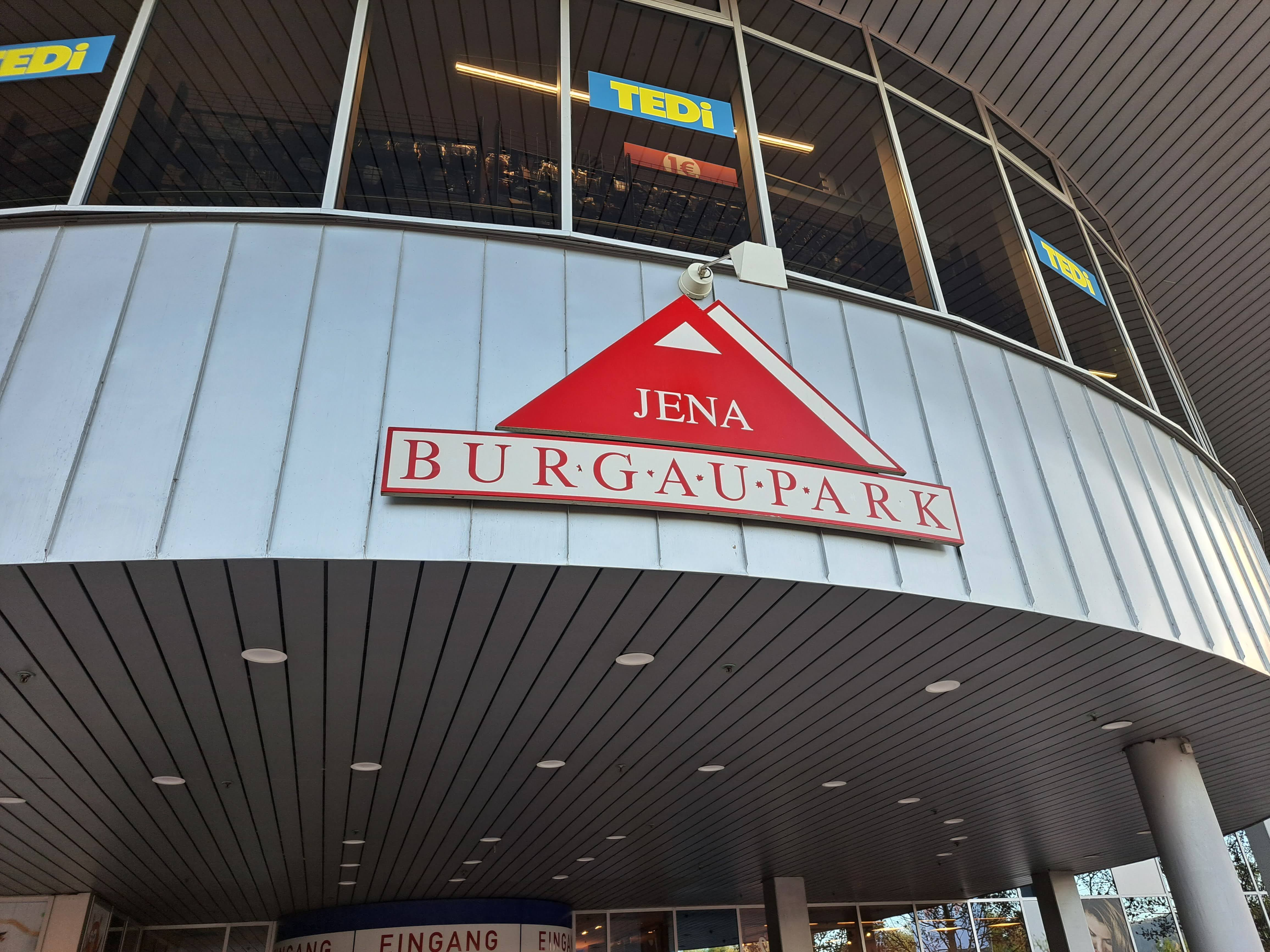
Logo an der Nordseite, 2022